# Équipe cycliste Alecto

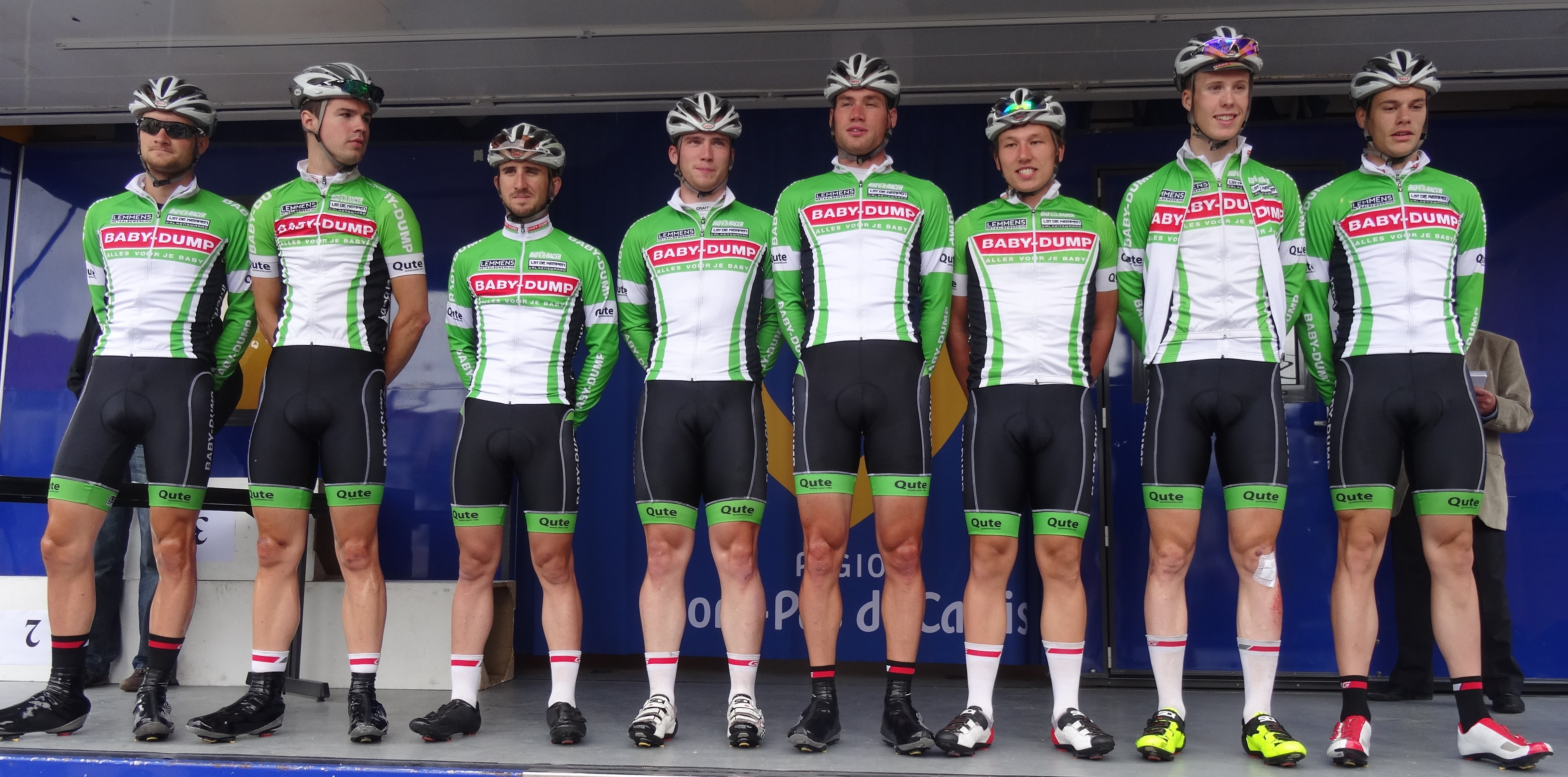
L'équipe en 2014

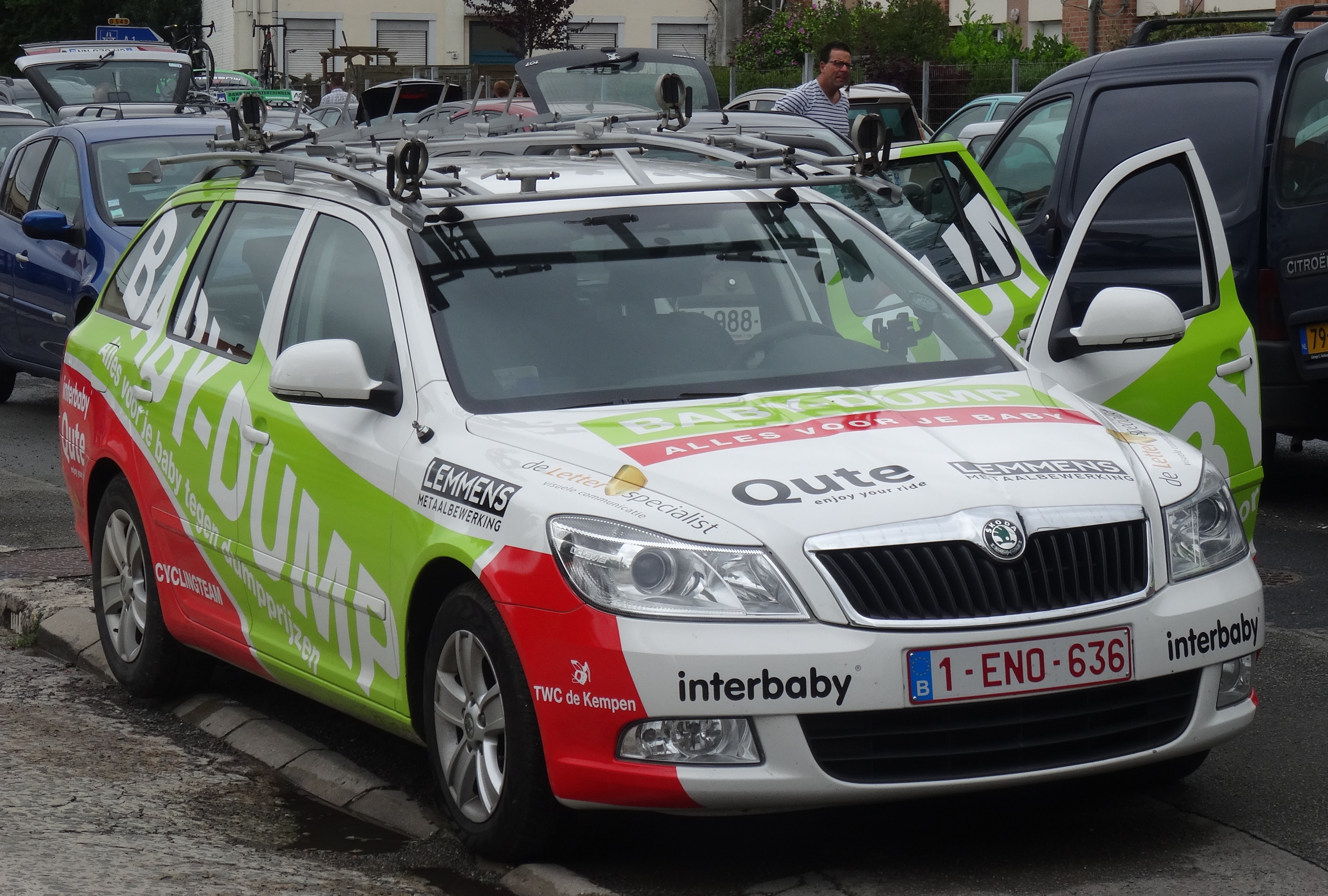
Véhicule de l'équipe en 2014

L'équipe cycliste Alecto est une équipe continentale néerlandais. Après plusieurs saisons en tant que club, elle obtient une licence d'équipe continentale pour la saison 2015. Elle s'arrête à l'issue de la saison 2019.

## Principales victoires
- ZODC Zuidenveld Tour : Rick Ottema (2017)
- Flèche du port d'Anvers : Arvid de Kleijn (2017)
- Kernen Omloop Echt-Susteren : Robbert de Greef (2017)
- Prix national de clôture : Arvid de Kleijn (2017)
- KOGA Slag om Norg : Coen Vermeltfoort (2019)

## Classements UCI
L'équipe participe aux circuits continentaux et principalement à des épreuves de l'UCI Europe Tour. Les tableaux ci-dessous présentent les classements de l'équipe sur les différents circuits, ainsi que son meilleur coureur au classement individuel.
UCI Asia Tour
| Saison | Classement par équipes | Meilleur coureur au classement individuel |
| ------ | ---------------------- | ----------------------------------------- |
| 2015   | 53e                    | Luuc Bugter (162e)                        |
| 2017   | 77e                    | Koos Jeroen Kers (295e)                   |
| 2018   | 59e                    | Folkert Oostra (185e)                     |

UCI Europe Tour
| Saison | Classement par équipes | Meilleur coureur au classement individuel |
| ------ | ---------------------- | ----------------------------------------- |
| 2015   | 101e                   | Twan Castelijns (409e)                    |
| 2016   | 122e                   | Rick Ottema (1124e)                       |
| 2017   | 46e                    | Arvid de Kleijn (98e)                     |
| 2018   | 64e                    | Bas van der Kooij (252e)                  |
| 2019   | 68e                    | Robbert de Greef (422e)                   |

## Alecto 2019[1]

### Effectif
| Cycliste                  | Date de naissance | Nationalité | Équipe 2018                 |  |
| ------------------------- | ----------------- | ----------- | --------------------------- |  |
| Abe Celi                  | 13 octobre 1996   | Pays-Bas    | Alecto                      |  |
| Robbert de Greef          | 27 août 1991      | Pays-Bas    | Roompot-Nederlandse Loterij |  |
| Marco Doets               | 28 octobre 1995   | Pays-Bas    | Alecto                      |  |
| Mitch Groot               | 9 février 1998    | Pays-Bas    |                             |  |
| René Hooghiemster         | 30 juillet 1986   | Pays-Bas    | Alecto                      |  |
| Adne Koster               | 24 août 2000      | Pays-Bas    |                             |  |
| Gijs Meijer               | 7 octobre 1998    | Pays-Bas    | Delta Cycling Rotterdam     |  |
| Daan van Sintmaartensdijk | 11 juin 1998      | Pays-Bas    | Alecto                      |  |
| Coen Vermeltfoort         | 11 avril 1988     | Pays-Bas    | Roompot-Nederlandse Loterij |  |

### Victoires
| Date       | Course       | Pays     | Classe | Vainqueur         |
| ---------- | ------------ | -------- | ------ | ----------------- |
| 11/08/2019 | Slag om Norg | Pays-Bas | 1.1    | Coen Vermeltfoort |

## Saisons précédentes
- Saison 2015
- Saison 2016